# Zwentendorf an der Donau
Zwentendorf an der Donau (česky: Zwentendorf na Dunaji) je městys v Rakousku ve spolkové zemi Dolní Rakousy v okrese Tulln.

## Geografie

### Geografická poloha
Zwentendorf an der Donau se nachází ve spolkové zemi Dolní Rakousy. Jeho území se rozkládá na dvou březích Dunaje, přičemž pravý leží v regionu Mostviertel a levý v regionu Weinviertel. Rozloha území městyse činí 53,75 km², z nichž 37,4 % je zalesněných.

### Části obce
Území městyse Zwentendorf an der Donau se skládá z jedenácti částí (v závorce uveden počet obyvatel k 1. 1. 2015):
- Bärndorf (98)
- Buttendorf (61)
- Dürnrohr (503)
- Erpersdorf (1.562)
- Kaindorf (80)
- Kleinschönbichl (110)
- Maria Ponsee (108)
- Oberbierbaum (205)
- Pischelsdorf (162)
- Preuwitz (113)
- Zwentendorf an der Donau (1001)

### Sousední obce
- na severu: Kirchberg am Wagram, Königsbrunn am Wagram
- na východu: Langenrohr
- na jihu: Michelhausen, Atzenbrugg
- na západu: Sitzenberg-Reidling, Traismauer

## Hospodářství a infrastruktura

### Energetika
Roku 1972 byla západně od Zwentendorfu zahájena výstavba jediné jaderné elektrárny na území Rakouska, avšak v referendu o jejím zprovoznění, které bylo vyhlášeno po výstavbě, zvítězili její odpůrci. Jaderná elektrárna Zwentendorf tedy nebyla nikdy uvedena do provozu. Potřebu elektrické energie rakouská vláda vyřešila vybudováním tepelné elektrárny Dürnrohr, která se nalézá jižně od Zwentendorfu u vesnice Dürnrohr.

## Politika

### Obecní zastupitelstvo
Obecní zastupitelstvo se skládá z 23 členů. Od komunálních voleb v roce 2015 zastávají následující strany tyto mandáty:
- 14 SPÖ
- 7 ÖVP
- 1 FPÖ
- 1 NEOS

### Starosta
Nynějším starostou městyse Zwentendorf an der Donau je Hermann Kühtreiber ze strany SPÖ.

## Vývoj obyvatelstva
| Rok            | 1869 | 1880 | 1890 | 1900 | 1910 | 1923 | 1934 | 1951 | 1961 | 1971 | 1981 | 1991 | 2001 | 2011 | 2014 |
| Počet obyvatel | 2562 | 2624 | 2585 | 2529 | 2782 | 2772 | 2945 | 3079 | 3123 | 3123 | 3170 | 3280 | 3715 | 3920 | 4001 |

## Galerie

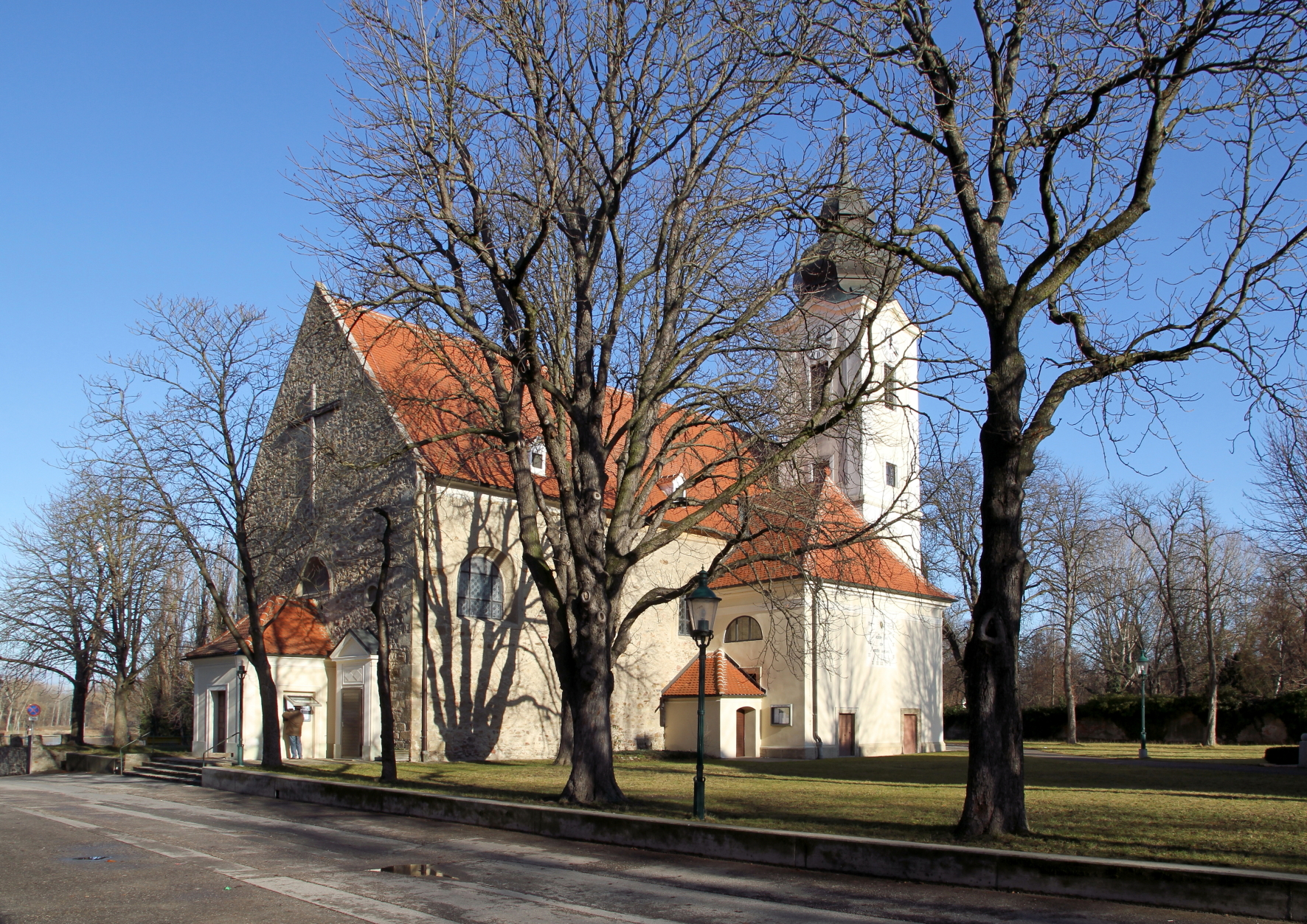
Farní kostel v Zwentendorfu
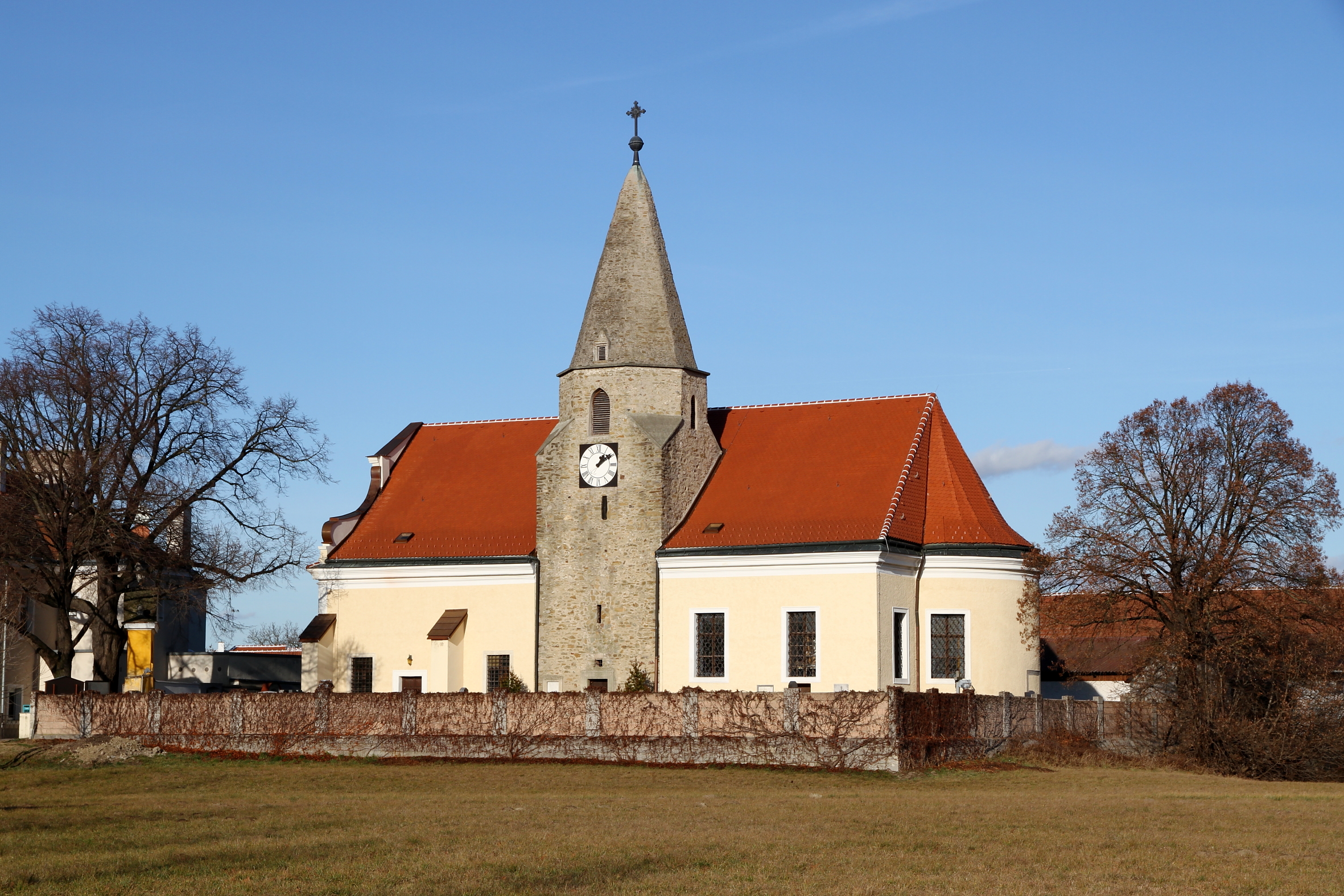
Farní kostel v Maria Ponsee
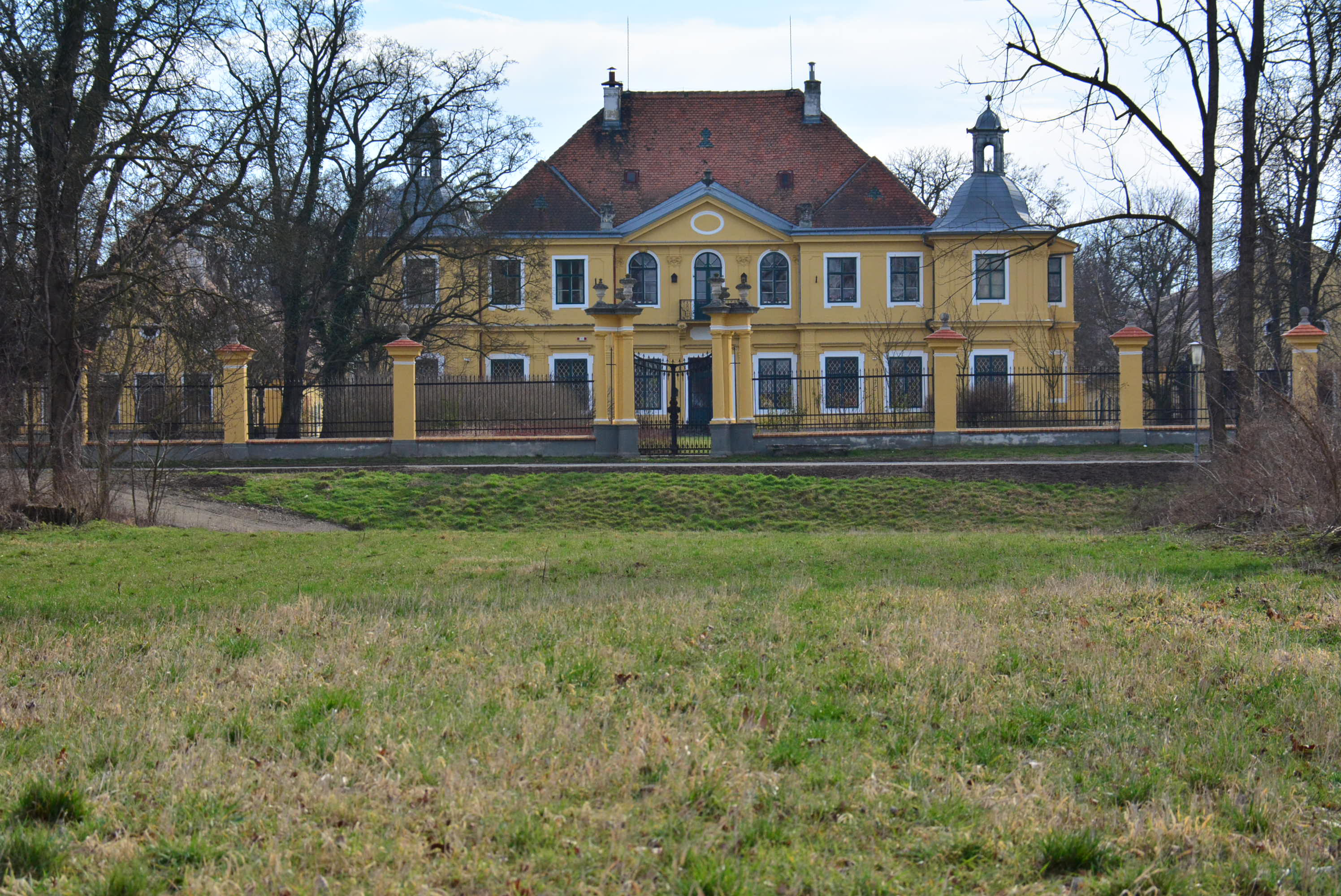
Zámek v Zwentendorfu
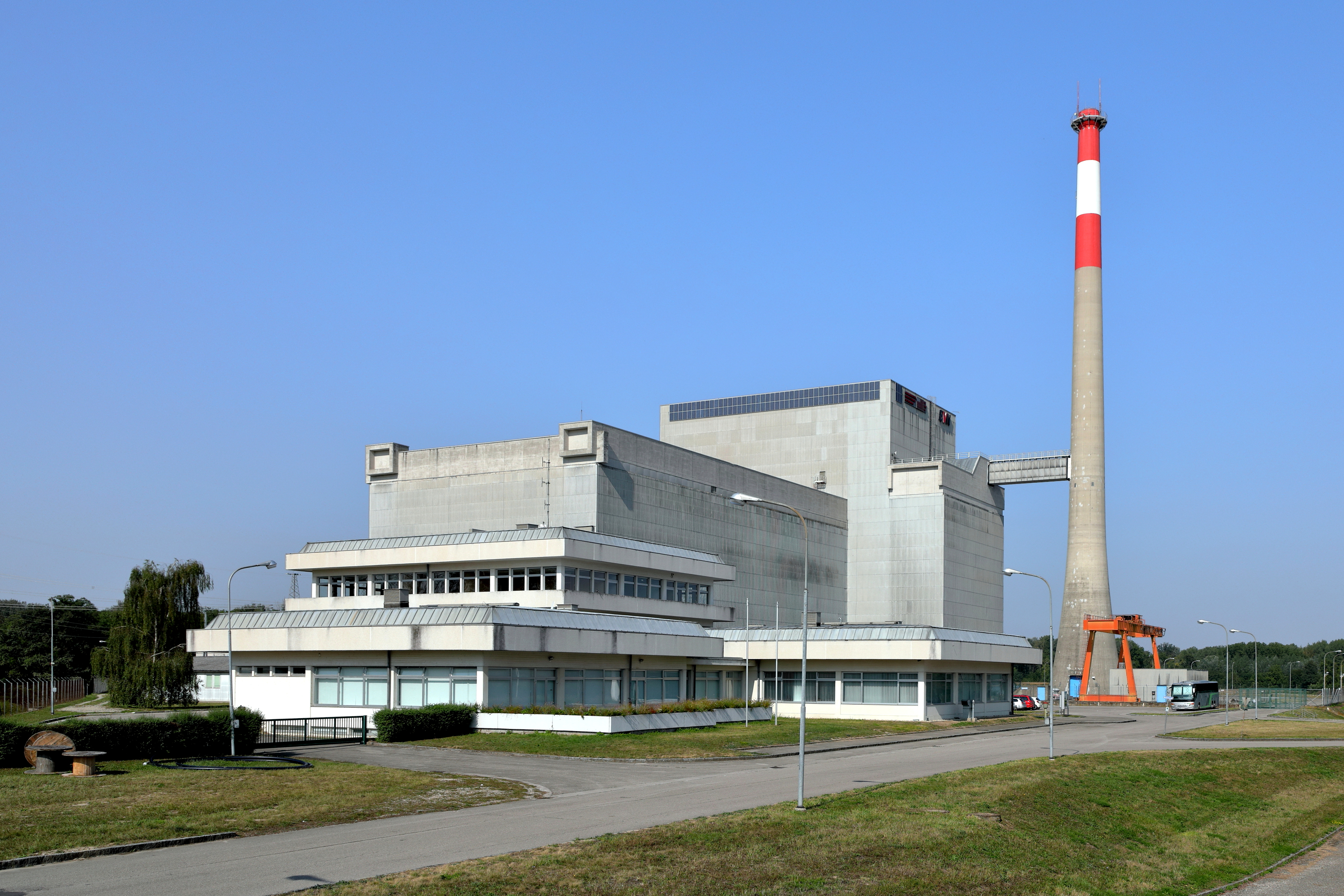
Jaderná elektrárna Zwentendorf
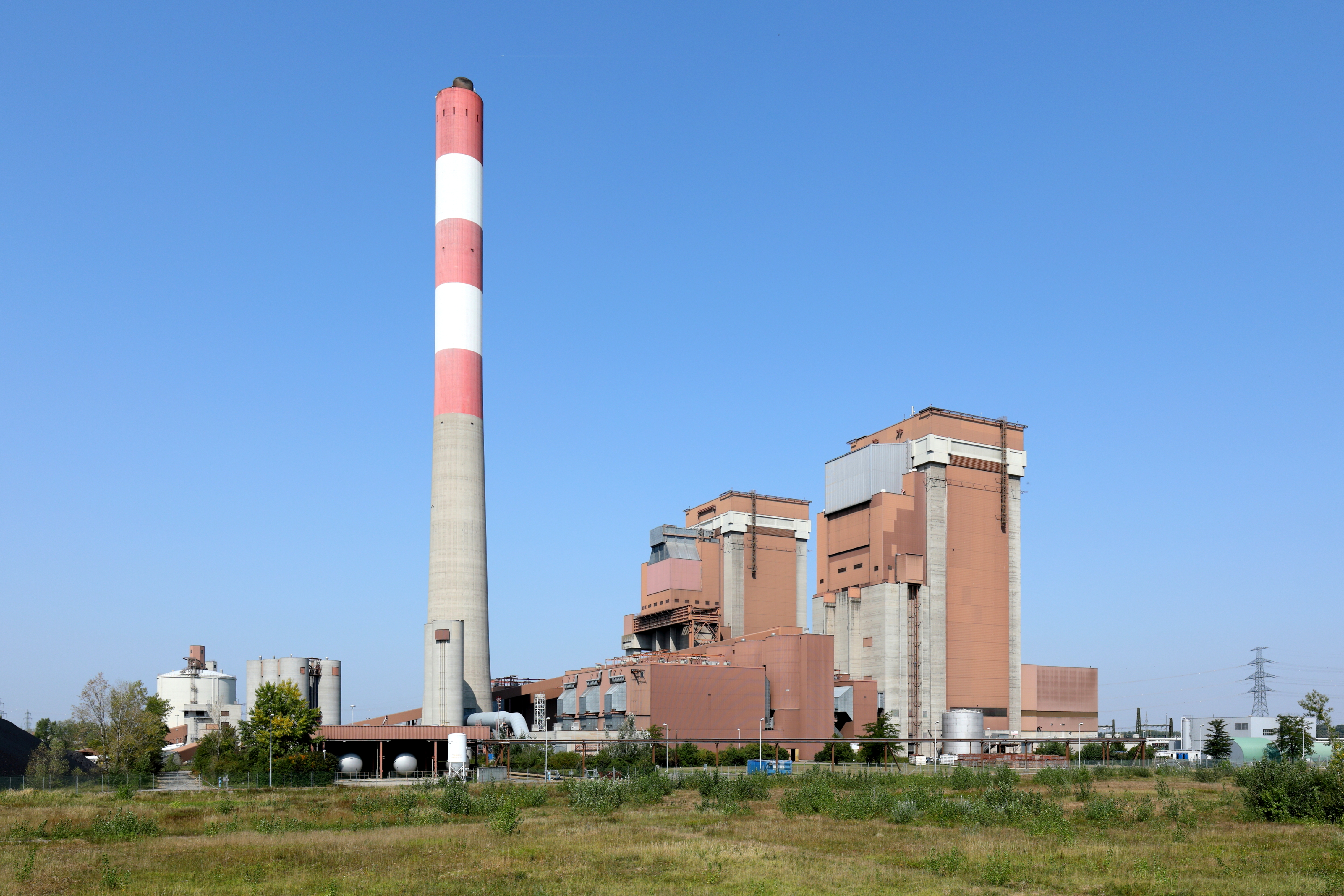
Tepelná elektrárna Dürnrohr